# Sundown (canción de Gordon Lightfoot)
«Sundown» es una canción compuesta e interpretada por el cantautor canadiense Gordon Lightfoot. Fue publicada en marzo de 1974 como el sencillo principal de su noveno álbum de estudio, Sundown.

## Recepción de la crítica
Un escritor no especificado de la revista Cash Box describió «Sundown» como una canción “pop roquera muy melódica”, y añadió: “Una guitarra solista muy bonita hace que la canción sea aún más bonita, pero escuche atentamente esa letra. Gordon escribe ellos mejor que casi nadie y estas son algunas de sus mejores”.

## Lista de canciones
Todas las canciones escritas y compuestas por Gordon Lightfoot.
1. «Sundown» – 3:37
2. «Too Late for Prayin'» – 4:15

## Créditos y personal
Créditos adaptados desde las notas de álbum de Sundown.
Músicos
- Gordon Lightfoot – voces, guitarra de doce cuerdas
- John Stockfish – bajo eléctrico
- Red Shea – guitarra eléctrica
- Terry Clements – guitarra acústica
- Jim Gordon – batería

Personal técnico
- Lenny Waronker – productor
- Lee Herschberg – ingeniero de audio
- Chris Skene – ingeniero asistente

## Posicionamiento

### Gráfica semanal
| Gráfica (1974)                                 | Pico de posición |
| ---------------------------------------------- | ---------------- |
| Alemania (Offizielle Top 100)                  | 30               |
| Australia (Kent Music Report)                  | 4                |
| Canadá (RPM Top Singles)                       | 1                |
| Canadá (RPM Pop Music Playlist)                | 2                |
| Canadá (RPM Country Playlist)                  | 4                |
| Estados Unidos (Billboard Hot 100)             | 1                |
| Estados Unidos (Billboard Easy Listening)      | 1                |
| Estados Unidos (Billboard Hot Country Singles) | 13               |
| Estados Unidos (Cash Box Top 100 Singles)      | 1                |
| Irlanda (Irish Singles Chart)                  | 14               |
| Nueva Zelanda (NZBC)                           | 2                |
| Países Bajos (Nederlandse Top 40)              | 2                |
| Países Bajos (Single Top 100)                  | 18               |
| Sudáfrica (Springbok Radio)                    | 1                |
| Quebec (ADISQ)                                 | 5                |

### Gráfica de fin de año
| Gráfica (1974)                            | Pico de posición |
| ----------------------------------------- | ---------------- |
| Australia (Kent Music Report)             | 35               |
| Canadá (RPM Top Singles)                  | 3                |
| Estados Unidos (Billboard Hot 100)        | 28               |
| Estados Unidos (Billboard Easy Listening) | 13               |
| Estados Unidos (Cash Box Top 100 Singles) | 32               |
| Sudáfrica (Springbok Radio)               | 4                |

## Certificaciones y ventas
| País                  | Certificación | Ventas  |
| --------------------- | ------------- | ------- |
| Estados Unidos (RIAA) | Oro           | 500 000 |